# Ciani Lénárt
Ciani Lénárt (1749 körül – Trient, 1827. november 29.) hittudor, apát-kanonok és szentszéki ülnök.

## Élete
1784–1827-ig váci kanonok volt; az utóbbi években Trientben lakott. A köznép Csányinak hívta.

## Munkái
- Oratio havita in aedibus seminarii prid. non. novembris an. Chr. 1806. Vacii.
- In exequiis Franc. Xav. Fuchs primi archiepiscopi Agriensis… Oratio quam VIII. kal. sept. an. Chr. 1807. in Agriensi metrop. templo habuit. Uo.